# Red svetog Pavla prvog pustinjaka
Red svetoga Pavla Prvoga Pustinjaka (lat. Ordo Fratrum Sancti Pauli Primi Eremitae, OSPPE) je katolički crkveni red koji je utemeljio Euzebije Ostrogonski po uzoru na život sv. Pavla iz Tebe, koji je smatran prvim pustinjakom. Redovnici se nazivaju pavlini, a u narodu također bijeli fratri zbog boje habita. Uprava reda je u svetištu Crne Gospe na Jasnoj Gori. Njeguju pobožnost prema Blaženoj Djevici Mariji i anđelima čuvarima. U prošlosti su im glavni zadatci bili pisanje propovijedi i kronika, zbog čega su često bili prisutni na dvorovima vladara. Jedna je od glavnih karizma pavlinskoga reda molitvena zaštita nerođene djece.

## Povijest
Tradicija smatra Pavla Tebanskoga prvim pustinjakom i začetnikom kršćanskog anahoretizma. U doba kada je rimski car Decije proganjao kršćane, odlazi u pustinju, gdje je do kraja života živio isposnički, u samoći i kontemplaciji.
Osnivač reda bl. Euzebije odrekao se ostrogonskog kanonikata, te se povukao u pilišku pustinju u okolici ostrogonskoj i tu je u trostrukoj pećini te vodio pustinjski život s više drugova. Kardinal Gentilis de Monte Florido, legat pape Klementa V., dekretom "Qui saecularia" iz 13. prosinca 1308. godine dao je pavlinima pravilo sv. Augustina. Taj datum se smatra službenim početkom Reda pavlina.
Istodobno s donošenjem Edikta o vjerskoj toleranciji među kršćanskim vjerama iz 1781. god., austrijski car Josip II. pokrenuo je proces ukidanja velikog broja redovničkih zajednica i podržavljenja njihovih dobara. "Teoretsko" opravdanje je bilo da se ukidanju skupe kontemplativne zajednice, koje nisu od neposredne koristi društvenoj zajednici – makar su tako ukidane čak i redovničke zajednice koje su vodile bolnice i sirotišta.
Daljnja je pretpostavka bila da će državni službenici voditi o štićenicima zdravstvenih i socijalnih ustanova bolju brigu, nego redovnice i redovnici. Također, da će učenici i studenti državnih škola biti bolje podučeni, od onih koji pohađaju škole i fakultete kojima rukovodi Crkva. Jozefinističke reforme su nanijele veliki udar čitavom školstvu, koje je velikim dijelom bilo u okrilju ukinutih redova benediktinaca i pavlina. Tako je npr. nestalo i sveučilište u Lepoglavi (osnovano 1656., ukinuto odlukom državnih vlasti 1786. godine), koje su vodili pavlini. Pavlinski red je ipak opstao, zahvaljujući značajnom samostanu u mjestu Czenstohowa u Poljskoj – taj je samostan bio izvan dohvata Josipa II., jer se nalazio u dijelu Poljske koji je tada bila pod vlašću Rusije.

## Pavlini u Hrvatskoj
Pavlinski samostani nalazili su se u Lepoglavi, Sveticama kod Ozlja, Svetoj Jeleni kod Čakovca, te u Strezi pokraj Bjelovara. U samostanskom kompleksu u Svetoj Jeleni pokraj kapelice je postojao mauzolej knezova Zrinskih, gdje su tijekom 16. i 17. stoljeća pokapani mnogi članovi te hrvatske velikaške obitelji. U Međimurju su pavlini imali posjede i djelovali još i u crkvi sv. Jeronima, a u 18. st. izgradili su dvorac Tkalec na brdu Kalecu kod Štrigove.
Kod Novog Vinodolskog nalazi se crkva Bl. Marije Djevice na Ospu (koju je podigao knez Martin Frankopan) s ruševinama pavlinskog samostana sagrađenog 1462. koju je srušio potres 1917. godine. Novi Vinodolski se onda još zvao Novigrad. U tom su kraju pavlini poučavali djecu od 1453. sve dok Josip II., sin Marije Terezije 20. ožujka 1786. (u svezi s Ediktom iz 1781.) nije ukinuo red zato što "je samostanska disciplina popustila". Samostan su imali na današnjem mjesnom groblju do 1890. godine. U Bjelovaru su pavlini iz samostana Streze obogaćivali duhovni život. U Glavotoku na Krku su neko vrijeme imali posjede.
Kod Kutine, kod Podgarića se na predjelu Bela crkva na Moslavačkoj gori nalazio pavlinski samostan i crkva sv. Blažene Djevice Marije iz 13. st. od koje su danas ostali ostatci. Pavlini su djelovali u Virovitici još u 15. stoljeću. U Hrvatskoj Dubici odnosno Bosanskoj Dubici pavlini su imali samostan s crkvom Blažene djevice Marije s desne strane Une. Zemlju su dobili još 1244. sučevom odlukom a na molbu kralja Kolomana. Iz Dubice se taj red širi 1288. godine u današnje svetište Majke Božje Remetske kojim danas upravljaju karmelićani. Iz Dubice su otišli odlaze 1465. godine pred turskom najezdom. Pavlini vode župu u Oborovu od 1350. godine.
Na području nacionalnog parka Plitvičkih jezera se nalazio pavlinski ili templarski samostan. Temelji su mu bili od sedrene stijene, a na ostatcima antičkog naselja Japoda i Rimljana. U Sv. Petru u Šumi nalazi se pavlinski samostan. Nakon što je Josip II. ukinuo pavlinski red, brojna njihova dobra u Međimurju pripala su plemićima Kneževićima.
U Hrvata se pavlini javljaju i u Bačkoj na području Subotičke biskupije, gdje ih bilježi da imaju samostan sv. Križa na riječnom otoku na Dunavu kod Monoštora. U Đurđinu su na predjelu Pavlovcu imali samostan do 1598., nakon čega su preselili u Ostrogon.
Pavlinski samostan u Lepoglavi je bio tolikog značaja da ga se smatra prvim hrvatskim sveučilištem. U Križevcima su pridonijeli obnovi grada svojim dolaskom 1667. godine. Ondje su 1689. počeli graditi svoj samostan i crkvu, koji su zgotovili 1741. godine. Bili su nositeljima obrazovanja u Križevcima preko 120 godina. Pavlini su podržavali i širili štovanje Marije, majke Isusove. Uz njih se vezuje razvitak Marijinih svetišta u Remetama i svetišta u Mariji Bistrici.
Iz pavlinskih redova Hrvati su imali kardinala. Bio je to pavlinski prior Juraj Utješinović (1482. – 1551.), svak Bartola Draškovića. Taj je pavlin sudjelovao na poznatom cetinskom saboru na kojem je hrvatsko plemstvo izabralo Ferdinanda I. za hrvatskog kralja. Pavlini su zaslužni za razvitak hrvatske barokne glazbe i hrvatske barokne književnosti. Jedan od četiriju priora pavlinskog samostana u Lepoglavi koji su postali zagrebačkim biskupima bio je Mirko Eszterházy, vrhovni poglavar pavlinskog reda. Sudjelovao je u povijesnim odlukama, posebice u donošenju Hrvatske pragmatičke sankcije.
Na prijedlog Martina Borkovića, generala pavlinskog reda, zagrebačkog biskupa, banskog namjesnika za sudbene poslove. Ovaj filozof i bogoslov je značajan po tome što je pokušao spasiti od smaknuća Petra Zrinskoga i Frana Krstu Frankopana, osuđenih zbog urote, ali ga je prevario car Leopold. Smatra se zaslugom biskupa Borkovića što je nakon sloma urote ipak spasio Hrvatskoj ustavnost i što Hrvatska nije izjednačena s drugim nasljednim zemljama Habsburške Monarhije. Druga poznata stvar u svezi s njime je ta što je na njegov prijedlog Hrvatski sabor proglasio sv. Josipa zaštitnikom hrvatskoga kraljevstva, što je jednoglasno učinjeno na zasjedanju 9. i 10. lipnja 1687. godine.
Treći prior pavlinskog reda koji je postao zagrebački biskup bio je Šimun Bratulić, filozof i bogoslov, svećenik i bojovnik. Spasio je nadvojvodu Maksimilijana za turske opsade Kaniže. Zajedno s hrvatskim banom Ivanom Draškovićem zauzimao se je za dolazak isusovaca u Hrvatsku, a zalagao se je i za izobrazbu svojih redovnika. Četvrti prior pavlinskog reda koji je postao zagrebački biskup bio je Volfgang Gyulay Pavline je proučavala hrvatska povjesničarka umjetnosti Đurđica Cvitanović. Najzaslužnija za povratak redovnika pavlina u njihova velebna zdanja u Kamenskom, Sveticama i Sv. Petru u Šumi.

## Pavlini i znanost
U Hrvata su značajni zbog njihove prosvjetne djelatnosti. U Novom Vinodolskom su poučavali djecu 333 godine, od 1462. godine, otkad je osnovan njihov samostan sve dok austrijski car Josip II. u svojem obračunu s katoličanstvom nije ukinuo taj red. U Križevcima su poučavali poučavali u osnovnoj školi, njemačkoj školi i gimnaziji.
U Lepoglavi je pavlinski samostan bio mjestom stvaranja i razvijanja kulturno – prosvjetnog i znanstvenog rada. 1503. je godine ondje osnovan seminar pavlinskog reda. 1582. je taj seminar postao gimnazijom. 1656. je godine ondje uveden studij filozofije, a poslije i teologije. 1674. godine posebnom odlukom Leopolda I. i pape Klementa X. pavlini su dobili dopuštenje dodjeljivati doktorate iz tih dviju znanosti. Istraživanjima je do danas utvrđeno da je u Lepoglavi obranjeno oko 75 doktorskih disertacija. Lepoglavski su pavlini stvarali hrvatske knjige, odgajali, svjetovali. Povrh svega dijelili su sudbinu hrvatskog naroda – bili su veliki rodoljubi. Među brojnim pavlinima mnogo je onih, koji zaslužuju da ih se spominje i pamti. To su: Hilarion Gašparoti, Nikola Ranger, Ivan Krištalovec, Andrija Egger i drugi.
Franjo Galović iz Koprivnice predavao je filozofiju i teologiju. Hrvatski pavlin, rodom iz Priloka, Valencije Glavina, jednim je od pionira hrvatske povijesne znanosti i leksikografije. Njego nedovršeni rukopisni leksikon hrvatske povijesti "Lexicon Historicum Ilyrici" vrijednim je vrelom za podatke o hrvatskim gradovima, trgovištima i povijesnim osobama. Osim toga, polemizirao je s protestantima o sv. Euharistiji.
Pavlini su pridonijeli jezikoslovlju i leksikografiji u Hrvata. Vizitator u Istri i provincijal pavlinske provincije Ivan Belostenec napisao je latinsko-hrvatski dvojezični rječnik "Gazophylacium, seu latino-illyiricorum onomatum aerarium" i "Gazophylacium illyrico-latinum", jedan od najstarijih rječnika hrvatskog jezika. Za razvitak hrvatskog jezika i pravopisa predstavlja značajan korak jer pavlin Belostenec u tom djelu daje opći znak za jat (ě – e s kvačicom ili takozvano rogato e), a drugi bitan korak je tronarječnoj (kajkavsko-čakavsko-štokavskoj) jezičnoj koncepcija, koja je inače bila svojstvena pripadnicima ozaljskoga književno-jezičnoga kruga. Djelo su mu dovršili druga dvojica pavlina Jerolim Orlović i Andrija Mužar. Objavili su ga u Zagrebu 1740. godine. Belostencu je Ana Katarina Zrinski posvetila molitvenik "Putni tovaruš", tiskan 1661. godine.

## Pavlini i umjetnost
Ivan Krstitelj Ranger je bio barokni slikar fresaka (oslikao crkvu sv. Marije Snježne u Belcu, crkvu Marije Koruške, crkvu sv. Jeronima u Štrigovi i dr.). Drugi poznati pavlinski slikar laik je Franjo Bobić (oslikao crkvu Majke Božje Remetske, crkvu Marije Koruške i dr.)
Lepoglavski su pavlini bili kipari, slikari, promicatelji umjetnosti i kulture koji su ostavili su neizbrisiv trag u životu Hrvatske. Hrvatski književnik Tituš Brezovački je bio pavlin od 1773. godine. Njegove pjesme kao da su pretkazale smjer kamo će poći hrvatski narodni preporod. Naime, iako je pisao kajkavštinom, pisao je pjesme na štokavskoj ijekavštini hrvatskog jezika.
Pavlini i franjevci njegovali su barokne duhovne popijevke, uglavnom jednoglasne i bez pratnje orgulja (rkp. kantuali Frane Divnića, Bone Razmilovića, Filipa Vlahovića-Kapušvarca, Franje Vukovarca, Petra Kneževića, Pavlinski zbornik 1644; Cithara octochorda, 3 izd. 1701., 1723., 1757.).
Vjerojatno su pavlinski svećenici u Lepoglavu donijeli vještinu izrade čipke na batiće. Hrvatski pavlini objavili su prvu veću zbirku božićnih pjesama pod nazivom "Cythara octochorda" 1731. godine. U toj pjesmarici nalazi se i pjesma: "Narodi nam se kralj nebeski".

## Poznati pavlini
- Martin Borković
- Ivan Belostenec
- Tituš Brezovački
- Amando Ivančić
- Juraj Utišinović Martinušević
- Ivan Krištolovec

## Poznati samostani
- Pavlinski samostan Sveti Petar u Šumi
- Pavlinski samostan Svete Ane u Donjoj Vrijeskoj
- Pavlinski samostan (Kamensko)
- Pavlinski samostan (Lepoglava)
- Pavlinski samostan Svetice
- Pavlinski samostan Sv. Benedikta (Špišić Bukovica), srednjovjekovni samostan, 1301. – 1532.

## Vanjske poveznice
| Portal:Kršćanstvo | Portal: Kršćanstvo |

Mrežna mjesta
- Hrvatska pavlinska vice-provincija, službeno mrežno mjesto
- Pavlini u Hrvatskoj  Arhivirana inačica izvorne stranice od 1. svibnja 2012. (Wayback Machine)
- Arhivirana inačica izvorne stranice od 28. rujna 2007. (Wayback Machine)
- Pavlini  Arhivirana inačica izvorne stranice od 18. travnja 2007. (Wayback Machine) na redovnici.hr